# História da medicina
A história da medicina atual ou cosmopolita é a história das grandes contribuições de todos os povos a esta arte e prática universal que constitui a medicina. Confunde-se portanto com a história da civilização ocidental. Nesta perspectiva pode ser dividida em: pré história; história antiga que praticamente corresponde à antiguidade oriental e distinguindo-se a medicina na Grécia antiga e Roma e os clássicos períodos de divisão da história ocidental: Idade Média, Moderna e Contemporânea.

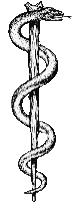
Confunde-se, na cultura popular, o caduceu (duas serpentes) e o bastão de Esculápio (uma única).

## Antiguidade oriental
Oriente é um modo de ver como oriental um conjunto de povos da Ásia e Norte da África. Os textos sobre esse tema incluem as civilizações Egípcia, Chinesa, Norte-Indiana (Indo-Européia), Persa (Indo-Européia), Norte-Paquistanesa (Indo-Européia) e dos povos semitas (Árabes e Judeus). Naturalmente que estes povos poderiam ser subdivididos em centenas de etnias e sistemas etnomédicos, contudo a relativa uniformidade lingüística, presença escrita de textos especializados e acontecimentos históricos marcantes, com especial significado para desenvolvimento da medicina cosmopolita, permitem manter tal divisão.

### Medicina Ayurveda
Ayurveda, o conhecimento Védico de medicina data de há cerca de 6000 anos. Neste conhecimento, a saúde é entendida como a harmonia entre o corpo, mente e espírito. Os seus dois textos mais famosos pertencem às escolas de Charaka e Sushruta. De acordo com Charaka, a saúde e a doença não são predeterminadas e a vida pode ser prolongada pelo esforço humano. Sushruta define como finalidade da medicina curar as doenças do doente, proteger o saudável e prolongar a vida.
Entre os Vedas, o Yajur Veda refere-se especialmente às questões médicas, daí decorrendo o nome até hoje utilizado de medicina Ayurvédica. O Ayurveda descreve oito ramos:(chikits) (medicina interna), shalyachikits (cirurgia incluindo anatomia), kyachikits (doenças do olho, ouvido, nariz, e garganta), kaum; rabhritya (pediatria), bhtavidy; (psiquiatria, ou demonologia),  agada tantra (toxicologia); rasyana (ciência do rejuvenescimento), e karana (a ciência da fertilidade).
Esperava-se que um estudante do ayurveda viesse a saber as dez artes indispensáveis à aplicação de sua medicina: destilação, habilidades cirúrgicas, cozinha, horticultura, metalurgia, manufatura de açúcar, farmácia, análise e separação dos minerais, combinar metais, e preparação dos alcalóides. O ensino de vários assuntos era realizado durante a instrução de assuntos clínicos relevantes. Por exemplo, o ensino de anatomia era uma parte do ensino da cirurgia, embriologia era uma parte do ensino da pediatria e obstetrícia e o conhecimento de fisiologia e patologia estavam presentes no ensino de todas as disciplinas clínicas.
Na conclusão da iniciação, o guru dava um endereço solene aos estudantes onde o guru dirigia os estudantes a uma vida de castidade, honestidade, e vegetarianismo. O estudante devia esforçar-se com todo o seu ser para curar as doenças. Não devia enganar os pacientes para obter vantagens. Deveria vestir-se modestamente e evitar bebidas fortes. Deveria ser recatado e possuir auto-controle, medir sempre as suas palavras. Deveria aperfeiçoar constantemente os seus conhecimentos e habilidades técnicas. No repouso do paciente devia ser cortês e modesto, dirigindo toda a atenção ao bem-estar do mesmo. Não devia divulgar nenhum conhecimento sobre o paciente e sua família. Se o paciente fosse incurável, devia guardar isto consigo mesmo, caso pudesse prejudicar o paciente ou outros afins.
A duração normal da formação do estudante aparenta rondar à volta de sete anos. Antes da graduação, o estudante devia obter aprovação num teste. Mas o médico (vaidya) devia continuar a aprender através dos textos, da observação direta (pratyaksha), e através da inferência (anum), além de participar de encontros de médicos (vaidyas) onde o conhecimento era trocado. Os doutores também deviam obter conhecimento de remédios incomuns dos habitantes das montanhas, florestas e pastores.
Em 2001, os arqueólogos que estudam os corpos mumificados de dois homens de Mergar, Paquistão, fizeram a surpreendente descoberta de que os povos civilização do vale Indo , originados do adiantado período da Civilização de Harapa (cerca 3 300 a.C.), tiveram o conhecimento de medicina ' ' e de odontologia. O antropólogo físico que realizou os exames, professor Andrea Cucina da universidade de Missouri-Colômbia, fez a descoberta quando limpava os dentes de um dos homens.
Ayurveda, visa a saúde no equilíbrio do corpo, mente e espírito até hoje sobrevive como prática distinta da Alopatia mesmo na própria Índia. Diferencia-se da Medicina tradicional chinesa e da Medicina tibetana embora apresentem elementos e conceitos comuns.

### Medicina chinesa
A China também desenvolveu sólidos conhecimentos em sua medicina tradicional. Muito da filosofia Medicina tradicional chinesa derivado da filosofia do Taoísmo reflete a clássica crença chinesa que as experiências humanas individuais refletem os princípios da causalidade que regem o ambiente em todas as escalas. Estes princípios causais, seja essência material ou espiritual, correspondem à expressão dos destinos decretados pelo céu (Tao).
Durante a idade de ouro de seu reino entre 2696 a 2598 a.C, em forma de um diálogo com seu ministro Ch'i Pai, o Imperador Amarelo registrou seu conhecimento médico, segundo a tradição chinesa que o tem como autor Neijing(g.) Suwen(O) ou  perguntas básicas da medicina interna. A opinião acadêmica moderna sustenta que o referido texto com esse título foi compilado por um erudito da época entre os dinastias Chou e Han da tradição de  mais de dois mil anos antes, embora algumas partes do trabalho existentes possam ter originado por volta de 1000 A.C.
Durante a dinastia Han, Chang Chung-Ching, que era o prefeito de Chang-sha perto do fim do segundo século A.D., escreveu um  tratado da febre tifóide, de que contém a mais antiga referência conhecida ao Neijing Suwen. Na dinastia Chin, o médico generalista e defensor da acupuntura e moxabustão, Huang-fu Mi (215-282 A.D), cita também Imperador Amarelo em seu  Chia I Ching, em. 265 A.D. Durante a dinastia Tang, Wang Ping reivindicou ter encontrado uma cópia dos originais do Neijing Suwen, que editou e expandiu substancialmente. Este trabalho foi revisitado por uma comissão imperial durante o décimo primeiro século A.D., e o resultado é o nosso melhor exemplar existente das raízes fundamentais da medicina chinesa tradicional.

### Medicina egípcia
O Papiro de Edwin Smith (1600 a.C.), um antigo livro-texto de cirurgia, descreve em extraordinários detalhes  o ' ' exame, diagnóstico, tratamento,  e ' 'o prognóstico' ' de numerosas doenças. (Encyclopædia Britannica ). Soma-se a esse o Papiro de Ebers (ca 10° século a.C.|1550 a.C.)  , embora cheio dos encantamentos, rezas escatológicas de afastar e manter demônios causadores doença em seu lugar de origem e  outras superstições, nele há também as evidências ' ' de uma longa tradição  empírica da prática e da observação.
Além das diversas técnicas de embalsamamento, que até hoje assombram a humanidade e de possuírem, segundo Heródoto um medicina praticada por diversos especialistas os médicos egípcios dominavam uma vasta farmacopéia que incluía desde as esquisitas medicinas de bolores e excrementos (a farmácia da sujeira precursora das substancias antibióticas (?)) até as plantas medicinais até hoje utilizadas em todo o mundo como mirra, romã, linhaça, erva – doce, alho, sene, rícino, alface, heléboro, papoula entre outras.

### Medicina semítica
Ao se estudar a medicina dos povos de língua semítica, o maior dos grupos de línguas da família  camito-semítica, presente do N./NE da África até o S.O. da Ásia e especialmente dos povos árabes (semitóides do Sul), nos deparamos com o desafio de identificar sua origem pré - islâmica ou anterior a sua unificação pelo profeta Maomé (570 – 632 d.C.) e revelações do Alcorão que ocorreram por volta do ano 600.
As contribuições mais evidentes são relativas aos Semitas: Assírios (Iraque); Fenícios (Líbano) e de alguns do demais povos da região da mesopotâmia associados aos "Persas" (povos indo-europeus e portanto não-semiticos), "Sumérios" (também não-semítico) e Acádios. É incontestável sua inter-relação com as crenças dos hebreus e práticas da medicina do Egito e Babilônia registradas em hieróglifos e signos da escrita cuneiforme (invenção suméria e portanto não-semítica).
Entre estas podemos citar a interferência do estado no código do imperador Semita, Hamurabi (1728-1686 a.C.), o grande legislador da Babilônia. Lê-se:
Parágrafo 215: Caso um médico (Asu) tenha curado alguém de uma ferida grave, por meio de um instrumento de bronze, ou tenha aberto, a mancha do olho (Na-gab-ti)  de alguém também com instrumento de bronze, restabelecendo-lhe a saúde da vista, devem ser pagos a ele dez chequéis de prata como retribuição...
Parágrafo 216: Caso se trate de um nobre, o médico receberá cinco chequéis de prata. Parágrafo 217: Caso se trate de um escravo de um homem livre, então o senhor do escravo pagará ao médico dois chequéis de prata.
Parágrafo 218 Caso um médico tenha tratado o ferimento grave de um homem livre com instrumento de bronze e este venha a falecer, ou se tiver aberto, a mancha no olho de alguém também com instrumento de bronze, provocando-lhe a inutilização da vista, ser-lhe-ão cortadas ambas as mãos.
Parágrafo 221: Caso um médico tenha curado o membro quebrado de um homem livre, ou recuperado as entranhas afetadas, o doente deverá pagar ao médico cinco chequeis de prata. Parágrafo 224: se um veterinário tratar do ferimento grave de um boi ou de um jumento salvando-lhe a vida, o dono do boi ou do jumento deverá recompensar o médico com a sexta parte de um chequel de prata como honorário.
Entre os instrumentos cirúrgicos encontravam-se agulha de bronze para cirurgia (picada) da catarata (reclinação do cristalino); cateter curvo para tratamento da blenorragia (upu) e um bisturi de dois gumes. Há registros de sangrias, trepanação com serras, e ajuste de fraturas com recuperação. (Jürgen Thorwald)
Identificavam vários “demônios” causadores de doenças para exorcismos e registros escritos do tratamento específicos de doenças identificadas como: Gastrite; Oclusão intestinal; Distúrbios biliares, Apoplexia; Otite; Blenorragia; Afecções renais e da bexiga. Nergal o deus mesopotâmico das epidemias ou Baal-Seub o deus mosca filisteu/fenício eram representados por um inseto semelhante à mosca, já reconhecida como praga junto com os mosquitos. Há registro da associação entre epidemias de peste bubônica e a mortandade de ratos. (Thorwald)
Da farmacopéia, comum ao Egito cita-se mirra, papoula, mandrágora, meimendro, salgueiro, amoreira, louro, incenso, açafrão, cominho, zimbro, colcíntida, alho e cebola, além de substâncias de origem mineral (alume, enxofre, betume, argila) e animal (excrementos, órgãos). Entre as não registradas no Egito destacam-se os primeiros registros da beladona (Solanum), para controle da cãibra, secreção de líquidos, espasmos, cólicas, reconhecendo inclusive seu efeito em grandes doses de provocar delírios e perda de consciência, e o conhecido cânhamo indiano (quunabu). (Thorwald; Ronan)
Um detalhe interessante das composições farmacológicas e prescrições da Mesopotâmia, até hoje observada nos sistemas etnomédicos, é a preferência por números mágicos (o 3 e o 7 e seus múltiplos eram os favoritos), para prescrição ou adição de constituintes em suas formulações. (Ronan)
A medicina dos povos Árabes incorporou e manteve vivo para o ocidente o conhecimento greco–romano, havendo registros e traduções de Hipocrates, Aristóteles e Galeno.
Ainda na medicina pré islâmica, um exemplo intrigante são os médicos santos da Síria, Cosme e Damião (Século IV d.C.) contra a medicina privada (remunerada), responsáveis pela afirmação da igualdade dos homens, sendo inclusive lhes atribuído um transplante entre negros e brancos.

## Antiguidade clássica e medicina medieval ocidental

### Medicina europeia
Assim como as sociedades que se desenvolveram na Europa e em Ásia, os sistemas de crença  foram substituídos por um distinto sistema natural.  A antiga Grécia, de Hipócrates desenvolveu um sistema médico humoral onde o tratamento deveria restaurar o equilíbrio entre os clássicos elementos e humores dentro do corpo. Similar visão foi adotada na China e Índia. Veja também medicina tradicional chinesa.
Das ideias desenvolvidas na Grécia, através de Galeno até o Renascimento o principal direcionador da medicina foi a manutenção da saúde pelo controle da dieta (nutrição) e higiene.
O conhecimento anatômico era limitado e havia poucas curas cirúrgicas ou outras, os doutores apostavam em manter uma boa  relação com pacientes, tratar das doenças menores e amenizar a condição das crônicas,  pouco podendo fazer quanto às doenças epidêmicas, crescentes com a urbanização e domesticação dos animais, se intensificando através do mundo.
Medicina medieval era uma evoluída mistura do científico com o espiritual. No início da Idade Média, após a queda do Império Romano, o conhecimento médico padrão concentrou-se principalmente em manter os textos gregos e romanos, preservados nos monastérios e em outros locais.
As ideias sobre a origem e a cura de doença não eram, entretanto, puramente tradicionais, mas foram baseadas também na visão de mundo do espiritual, onde fatores tais como o destino, o pecado, e as influências astrais eram tão considerados quanto as causas físicas.
Nesta era, não havia a tradição esclarecedora da medicina científica, e a acurácia das observações era equiparada  a das crenças espirituais bem como à prática médica.

### Muçulmanos
O mundo muçulmano ascendeu para a primazia da ciência médica com pensadores tais como Avicena, Ibn Nafis, e Rhazes. Ver também Islamismo.
A primeira geração de excelência médica do Islamismo foi formada na Academia de Gundexapur, onde, pela primeira vez o ensino em hospital foi realizado. Rasis, por exemplo, foi o primeiro médico que sistematicamente usou álcool em prática clínica. Consta que já no século XI o império árabe contava com 34 hospitais.

## Medicina no Renascimento e do Iluminismo

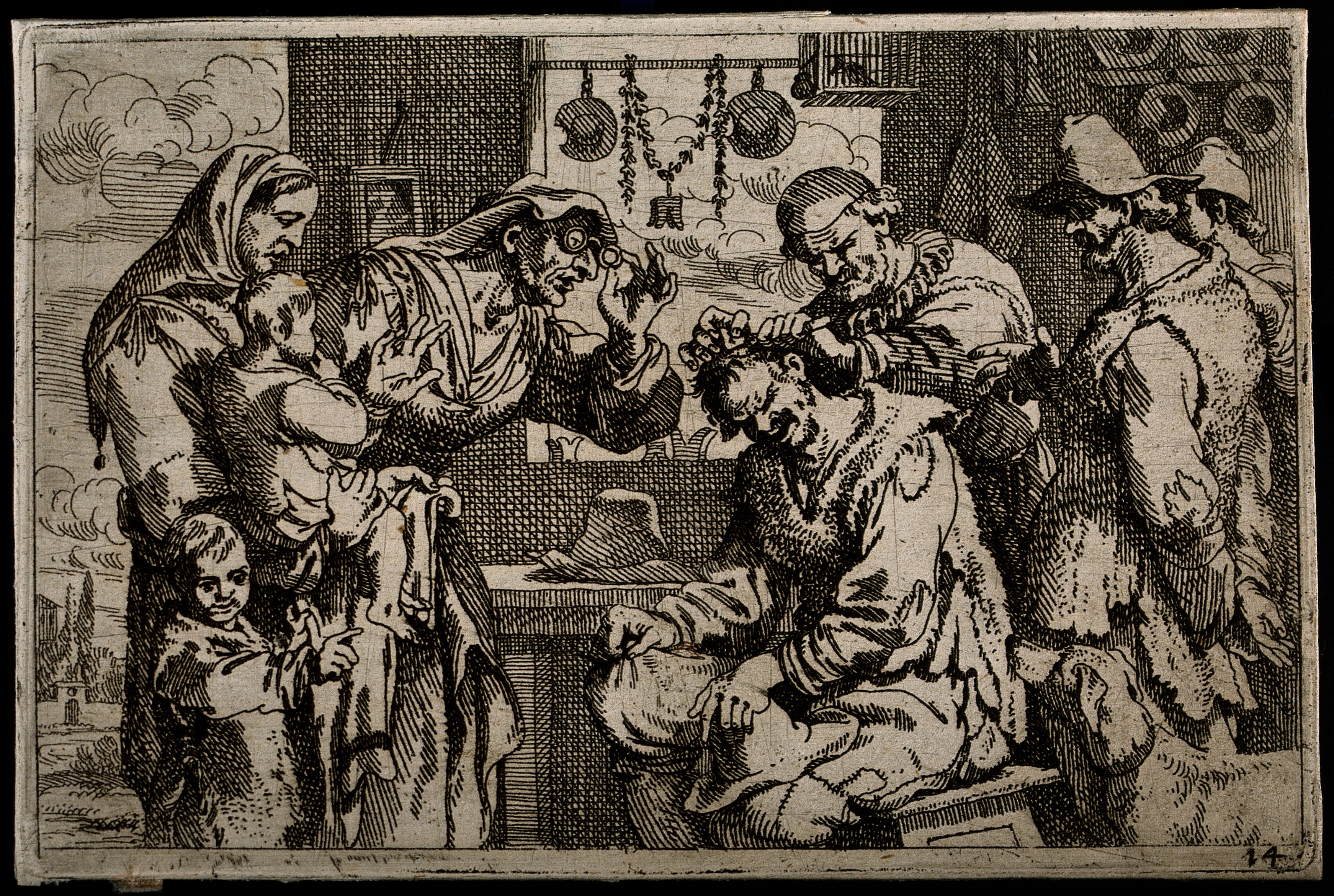
Um barbeiro-cirurgião examinando um paciente.

A ideia da medicina personalizada foi desafiada na Europa pela ascensão da investigação experimental, principalmente pela dissecação, examinando corpos no estrangeiro da maneira de outras culturas. A circulação pulmonar de Ibn al-Nafis, foi redescoberto pelo Miguel Servet, e depois se espalhou pelos médicos como importante Andrea Cesalpino, Andreas Vesalius e Realdo Colombo. William Harvey, subsequentemente, pela primeira vez uma descrição completa de todo o sistema circulatório. Com relação à anatomia, o trabalho dos indivíduos como Andreas Vesalius e William Harvey desafiaram as tradições aceitas com a evidência científica. Aperfeiçoando a compreensão e diagnóstico mas com pouco benefícios diretos na saúde. Poucas drogas eficazes existiam, além ópio e quinino, curas espirituais ou os quase ou eficientes  venenos, os compostos metal – baseados,   eram populares,e ineficazes tratamentos.
Figuras importantes:
- Miguel Servet Polimata. Primeiro  europeu que redescobre a circulação pulmonar de três séculos depois de Ibn al-Nafis[3]
- Realdo Colombo, anatomista e cirurgião que contribuiu para compreensão de insuficiência da circulação
- Andrea Cesalpino
- Andreas Vesalius Anatomist com muitas descrições importantes
- William Harvey descreve completamente a circulação do sangue
- John Hunter, cirurgião
- Percivall Pott, cirurgião
- Sir Thomas Browne médico e patologista. Os exemplos incluem o médico-pathology-hallucination -pubescent-medical e pathology- hallucination-pubescent-urology.

### Distinção entre doenças naturais e benefícios na medicina portuguesa dos séc. XVII e XVIII
Neste sentido, houve inúmeros físicos e médicos portugueses, que discorreram sobre as diferenças entre as doenças reais (então os chamados achaques naturais) e as doenças mágicas (os então chamados venefícios), notando-se desde cedo uma pretensão da classe médica em Portugal de afastar a matéria dos venefícios da esfera de influência da Inquisição e de charlatães e mezinheiros ambulantes, a fim de a arrastar para o seu âmbito de competência.
Por exemplo, Bernardo Pereira, médico do século XVII, na sua obra «Anacephaleosis medico-theologica magica, juridica, moral, e politica», dedica uma dissertação só para os venefícios, que é descrita no Indice da seguinte forma :
«Referemse às espécies de veneficios, ou feitiços: que os hà imaginários, e fingidos: que se equivocão com muitos achaques hystericos, gallicos, escorbuticos, e mezentéticos, e por ísso não devem os Médicos ser fáceis em julgallos por maléficos: fallase da qualidade gallica, escorbutica; Quais sejão os signais dos feitiços, e se ha razaõ de differença entre os achaques naturais, e os maléficos.»
Outro exemplo digno de menção, foi o caso de Francisco da Fonseca Henriques, físico e médico português, do século final do XVII e início do XVIII, que terá sido o médico da câmara-real de D. João V, autor de inúmeras obras como o «arquilégio medicinal», «Âncora Medicinal para Conservar a Vida com Saúde» e, mais relevante para o assunto em questão, o compêndio médico português «Medicina Lusitana: Socorro Délfico, aos Clamores da Natureza, Humana para Total Profligação de seus Males», expendeu a respeito das maleitas produzidas por sortilégio.
Nesta última obra, que dedicou ao então Inquisidor-Mor do Reino, o médico da câmara-real discorreu a respeito do mau-olhado e do quebranto, supostas maleitas de origem mágica, servindo-se da expressão «oculta qualidade venéfica», para qualificar o olhar mal-querente de certas pessoas ( presumivelmente bruxas e feiticeiros) capazes de, à distância e pelo olhar, transfundir influências negativas aos outros, especialmente nas pessoas mais vulneráveis, como as crianças, causando-lhes doenças, sem outra aparente causa.
Determinados estudiosos modernos, como Bruno Fernandes Barreiros, sustentam que Francisco da Fonseca Henriques terá expendido a respeito do mau-olhado na sua obra, não necessariamente, por mercê de uma crendice pessoal na superstições do mau-olhado, do tranglomanglo e de outros venefícios (embora não exclua essa possibilidade), mas que antes o  seu objectivo principal seria uma tentativa de arrastar para o âmbito da competência médica, estas questões que antes pertenciam mais estritamente ao foro religioso da Inquisição, tanto mais que prelecionou sobre este assunto numa obra dedicada ao Inquisidor-mor.
Em última análise, ter-se-á tratado de uma manigância para nobilitar ainda mais a classe médica, na sociedade portuguesa, atribuindo-lhe ainda mais competências do que aquelas que tinha antes, retirando-as, lentamente e por conseguinte, à Inquisição.
Da parte de Francisco da Fonseca Henriques, haveria, portanto:
- interesses de ordem económica -  com vista a alargar o leque de clientela para a classe médica, porque o povo, refém das crendices populares que se desenvolveram ao longo dos séculos detorno destas matérias ainda era muito supersticioso, preferindo muitas vezes os serviços de mezinheiros, curandeiros e mesmo de charlatães, ao de médicos;
- interesses de ordem prestigiante -  para nobilitar mais a profissão, por molde a infundir na concepção da época a ideia de que os médicos também seriam capazes de combater forças obscuras, afastando, portanto, o crédito dado a todo um ror de charlatões, curandeiros e mezinheiros que pululavam pelas zonas rurais, que ministravam curas e sentenciavam diagnósticos, ditados puramente por superstições e crendices populares;
- interesses de ordem científica -  na medida em que, ao retirar o tratamento dos venefícios da esfera da inquisição e da espiritualidade, dava-se maior ansa a poder estudar e tratar estas matérias, assente em metodologias mais científicas e rigorosas, do que aquelas que imperaram durante os séculos anteriores (e que, para todos os efeitos, em certa medida continuaram a persistir na ruralidade recôndita, ainda no século XIX).

Em rigor, será importante assinalar que Francisco da Fonseca Henriques nem sequer foi o primeiro médico português a tentar envidar esforços neste sentido, já antes, frei Manoel Teixeira de Azevedo laureado doutor de medicina e protomédico da marinha de mar, na sua obra de 1668 «Correcção de Abusos Introduzidos Contra o Verdadeiro Método da Medicina», prescrevera métodos de diagnóstico de venefícios e quebrantos, por meio de análise do corpo do "embruxado", que foram, por sinal, readoptados por Francisco da Fonseca Henriques, nas décadas seguintes.
A metodologia sugerida, embora ainda muito longe de ser um método de diagnóstico rigoroso e eficaz, sempre primava mais pelo rigor científico e por ser muito mais salubre, do que os métodos que eram perfilhados pela crendice popular, até então, que envolvidam demolhar um pano em urina e pousá-lo sobre a cabeça de um doente, que se suspeitasse estar "quebrantado", e esperar para que o pano secasse. Se o pano, uma vez seco estivesse, manchado, tal constituiria um «sinal certo de estar o doente fascinado».

## História dos campos médicos

Caduceu

- História da anatomia
- História da farmacologia
- História da fisiologia
- História da imunologia
- História da medicina interna
- História da medicina legal
- História da microbiologia
- História da neurologia
- História da oftalmologia
- História da psiquiatria

## Museus e colecções de saúde e medicina
- Museu da Farmácia
- Museu de Medicina
- Museu de História da Medicina do Rio Grande do Sul
- Museu Iconográfico de Saúde Pública de São Paulo
- Museu d'Historia de la Medicina de Catalunya
- Musée d'histoire de la médecine - Université René Descartes Paris V
- Medical History - The guide to historical resources
- National Library of Medicine (NLM) - Images from the History of Medicine (IHM)
- Museu da Vida - RJ